# Кристо
Кристо (фр. Cristot) насеље је и општина у северној Француској у региону Доња Нормандија, у департману Калвадос која припада префектури Кан.
По подацима из 2011. године у општини је живело 221 становника, а густина насељености је износила 56,38 становника/km². Општина се простире на површини од 3,92 km². Налази се на средњој надморској висини од 100 метара (максималној 106 m, а минималној 66 m).

## Демографија
| 1962. | 1968. | 1975. | 1982. | 1990. | 1999. | 2011. |
| ----- | ----- | ----- | ----- | ----- | ----- | ----- |
| 130   | 146   | 142   | 133   | 152   | 160   | 221   |

График промене броја становника у току последњих година